# Фулегайо
Фулега́йо (Foulehaio) — рід горобцеподібних птахів родини медолюбових (Meliphagidae). Представники цього роду мешкають на островах Меланезії і Полінезії.

## Види
Виділяють три види:
- Фулегайо полінезійський (Foulehaio carunculatus)[8]
- Фулегайо фіджійський (Foulehaio taviunensis)[9]
- Кікау (Foulehaio procerior)[10]

## Етимологія
Наукова назва роду Foulehaio походить від тонганського слова Foulehaio, Fuoulehaoi або Fulehau на позначення полінезійського фулегайо.